# Kuzino (Kasplanskoje)
Kuzino (ros. Кузино) – wieś (ros. деревня, trb. dieriewnia) w zachodniej Rosji, w osiedlu wiejskim Kasplanskoje rejonu smoleńskiego w obwodzie smoleńskim.

## Geografia
Miejscowość położona jest 1 km od drogi regionalnej 66K-11 (Niżniaja Dubrowka – Michajlenki), 9,5 km od drogi regionalnej 66N-1809 (Pyndino – Zamoszczje), 28,5 km od drogi regionalnej 66A-71 (Olsza – Nowyje Batieki), 23 km od drogi magistralnej M1 «Białoruś», 23,5 km od drogi federalnej R120 (Orzeł – Briańsk – Smoleńsk – Witebsk), 6,5 km od centrum administracyjnego osiedla wiejskiego (Kaspla-1), 42,5 km od Smoleńska, 21,5 km od najbliższego przystanku kolejowego (Lelekwinskaja).

## Demografia
W 2010 r. miejscowość zamieszkiwały 3 osoby.

## Historia
W czasie II wojny światowej od lipca 1941 roku dieriewnia była okupowana przez hitlerowców. Wyzwolenie nastąpiło we wrześniu 1943 roku.